# Dvorac Ross
Dvorac Ross (irski: Caisleán Rois) – dvorac u Irskoj, koji je dugo vremena bio u vlasništvu klana O'Donoghue, a kasnije u vlasništvu Brownesa od Killarneya.
Nalazi se Nacionalnom parku Killarney u okrugu Kerry.
Dvorac je sagrađen u kasnom 15. stoljeću. Vlasnici su bili pripadnici klana O'Donoghues Mor (Ross), a tijekom Druge Desmondove pobune oko 1580., vlasnik je postao Mac Carty Mor. On je tada iznajmio dvorac i posjede Sir Valentineu Browneu. Dvorac je bio među posljednjima, koji su se predali Oliveru Cromwellu tijekom Irskih konfederacijskihg ratova. Osvojen je tek nakon što je napadnut topništvom. Lord Muskerry (MacCarty) branio je dvorac protiv generala Ludlowa, koji napao dvorac Ross s 4000 pješaka i 200 konja. Na kraju rata, vlasnici Brownes dobili su posjed nazad, jer su dokazali, da je njihov nasljednik bio premlad, da sudjeluje u pobuni. Oko 1688., podigli su veliku gospodarsku zgradu u blizini dvorca, ali zbog njihove privrženosti kralju Jakovu II., kralju Engleske, morali su otići u progonstvo.
Dvorac je postao vojarna i bio sve do ranoga 19. stoljeća. Sada je nacionalni spomenik i muzej.